# Otto Ludwig Kunz
Otto Ludwig Kunz (* 14. Dezember 1904 in Schwäbisch Hall; † 9. Februar 1985 in Stuttgart) war ein deutscher Maler, Designer und Architekt.

## Leben
Von 1924 bis 1928 studierte Kunz an Technischen Hochschule Stuttgart und wurde zum Dr.-Ing. promoviert. Anschließend war er dort Lehrbeauftragter. An der Kunstakademie Düsseldorf hatte er von 1931 bis 1944 eine Professur für Baukunst inne. Er arbeitete später zeitweise für die Porzellanfabrik Schönwald und Arzberg-Porzellan. Ferner entwarf er auch Brief- und Einwickelpapier. An der Staatsbauschule Stuttgart war er nach dem Krieg Professor für Freihandzeichnen. Von 1965 bis 1967 war er Vorsitzender des Stuttgarter Künstlerbundes.
Der Rosenzüchter Karl Hetzel nannte 1980 eine rosa Strauchrose nach Otto Ludwig Kunz, der bereits ab 1949 jährlich einen Blumenkalender, vorwiegend mit Rosen, für den Verlag Staehle und Friedel in Stuttgart illustriert hatte. Ein Kritiker schrieb über Kunz’ Blumenbilder: „Den Zauber einer lebendigen taufrischen Blüte aufs trockene Papier zu bannen, das ist ein Kunststück […] Kunz bringt dieses Wunder zuwege […] die Augen des Künstlers und des Betrachters sehen mehr, als die Sprache auszudrücken vermag.“